# 伊卜拉欣·本·侯賽因·本·哈桑
伊卜拉欣·本·侯賽因·本·哈桑（IV. İbrahim，?—?），西喀喇汗国第21代汗，阿里·恰格雷汗的侄子，骨咄祿·毗伽汗的弟弟。西喀喇汗国是西辽的属国，这时布哈拉由当地世袭的布尔罕统治。阿里·恰格雷汗和儿子和侄子争位多年，伊卜拉欣基本结束了这个争斗。由于布尔罕家族的崛起，西辽的衰落，特别是花剌子模的强大，西喀喇汗的地位越来越低，1203年，由其子奥斯曼即位。
| 前任： 穆罕默德·阿克达什·桃花石汗 | 西喀喇汗国可汗 1179年—1203年 | 繼任： 奥斯曼 |